# 2 p.n.e.
| [ Edytuj tabelę ] |                                                                 |
| Król Armenii      | - 5 p.n.e. Artawazdes III 2 p.n.e. - 2 p.n.e. Erato (królowa) 2 |
| Cesarz Chin       | - 7 p.n.e. Han Aidi 1 p.n.e.                                    |
| Król Kapadocji    | - 36 p.n.e. Archelaos 17                                        |
| Król Kommageny    | - 12 p.n.e. Antioch Filokajsar 17                               |
| Władca Korei      | - 19 p.n.e. Yuri 18                                             |
| Król Mauretanii   | - 25 p.n.e. Juba II 23                                          |
| Król Nabatei      | - 9 p.n.e. Aretas IV 40                                         |
| Król Partów       | - 2 p.n.e. Fraates V 4                                          |
| Cesarz Rzymu      | - 27 p.n.e. Oktawian August 14                                  |
| Król Tracji       | - 11 p.n.e. Remetalkes I 12                                     |

Rok 2 p.n.e.
stulecia: II wiek p.n.e. ~
I wiek p.n.e. ~
I wiek

lata: 12 p.n.e. «
6 p.n.e. «
5 p.n.e. «
4 p.n.e. «
3 p.n.e. «
2 p.n.e. »
1 p.n.e. »
1 »
2 »
3 »
9

## Wydarzenia
- 5 lutego – cesarz rzymski Oktawian August otrzymał tytuł „ojca ojczyzny” (pater patriae).
- Oktawian August skazał na wygnanie swoją córkę Julię.
- Utworzenie stanowiska prefekta pretorianów.
- Lex Fufia Caninia w Rzymie.
- Dedykacja świątyni Marsa Mściciela w Rzymie.

## Zmarli
- Jullus Antoniusz (ur. 45 p.n.e.)